# Бугай (село)
Буга́й — село в Україні, у Степанівській сільській громаді Роздільнянського району Одеської області. Населення становить 3 особи.

## Історія
В 1856 році на хуторі Бугай поміщика Гаюса було 15 дворів.
У 1859 році на власницькому хуторі Бугай 1-го стану (станова квартира — містечко Понятівка) Тираспольського повіту Херсонської губернії при балці Бугай, було 18 дворів, у яких мешкало 38 чоловік і 45 жінок.
В 1887 році на хуторі Бугай Ново-Петрівської волості Тираспольського повіту Херсонської губернії мешкало 81 чоловік та 71 жінка.
Станом на 20 серпня 1892 року при хуторі Бугай 1-го стану були землеволодіння (1181 десятина, 36 сажнів) Гаюса Костянтина Івановича (потомствений дворянин); (590 десятин, 1218 сажнів) Гаюса Сергія Івановича (колезький реєстратор, потомствений дворянин); польові (147 десятин, 1505 сажнів) Клименка Степана Артемовича, Кривого Андрія Івановича та Кривого Георгія Андрійовича (міщани), а також польові (147 десятин, 1505 сажнів) Клодт-Фон-Юргенсбург Олени Іванівни (дружина генерал-майора)
В 1896 році на хуторі Бугай Ново-Петрівської волості Тираспольського повіту Херсонської губернії при балці Бугай, було 28 дворів, у яких мешкало 230 людей (107 чоловік і 123 жінки).
На 1 січня 1906 року на хуторі Бугай Ново-Петрівської волості Тираспольського повіту Херсонської губернії, яке розташоване на балці Бугай по пологих схилах, були десятинщики на землі пані Е. Коронелі; існували колодязі; 28 дворів, в яких проживало 188 людей (91 чоловік і 97 жінок). 
У 1916 році на хуторі Бугай Новопетрівської волості Тираспольського повіту Херсонської губернії, мешкало 305 людей (151 чоловік і 154 жінки).
Станом на 28 серпня 1920 р. на хуторі Бугай Ново-Петрівської (Савицької) волості Тираспольського повіту Одеської губернії, було 64 домогосподарств (наявних — 63, установ — 1). Для 63 домогосподарів рідною мовою була українська. На хуторі 323 людини наявного населення (159 чоловіків і 164 жінки). Родина домогосподаря: 156 чоловіків та 159 жінок (його родичі 3 і 5 відповідно). Тимчасово відсутні — 16 чоловіків (солдати Червоної Армії).
На 1 вересня 1946 року село було центром Бугайської сільської Ради, до якої входили: с. Бугай, с. Тираспольське, с. Труд-Гребеник, х. Новий.
28 листопада 1956 року Бугайська сільрада перейменована на Гаївську (з перенесенням центру сільради).

## Населення
Згідно з переписом УРСР 1989 року чисельність наявного населення села становила 35 осіб, з яких 16 чоловіків та 19 жінок.
За переписом населення України 2001 року в селі мешкало 13 осіб.

### Мова
Розподіл населення за рідною мовою за даними перепису 2001 року:
| Мова       | Відсоток |
| ---------- | -------- |
| українська | 69,23 %  |
| російська  | 23,08 %  |
| молдовська | 7,69 %   |